# Сумська обласна рада ІІІ скликання
Підготовка і проведення виборів до Сумської обласної ради проводились на принципово новій правовій та організаційній основі, в умовах політичної боротьби, змагальності передвиборних програм кандидатів у депутати. З дотриманням Закону України "Про вибори депутатів місцевих рад та сільських, селищних, міських голів" від 14 січня 1998 року N 14/98-ВР. У 25 багатомандатних виборчих округах на 75 мандатів було зареєстровано 306 кандидатів у депутати обласної ради. У день виборів 29 березня 1998 року балотувалось 285 кандидатів у депутати обласної ради. Серед обраних депутатів: 29 —  висунуто місцевими осередками політичних партій, 4 — громадськими організаціями, 25 — зборами виборців за місцем трудової діяльності, 14 — за місцем проживання,  3 —шляхом самовисування. По приналежності до партій серед депутатів обласної ради налічується 1З членів Компартії України, 12 — Аграрної партії України, по 3 — Соціалістичної та Селянської партії, 1 —  громадське об'єднання "Громада", позапартійних депутатів — 43. За освітою: 74 депутати мають вищу освіту, 1 — середню. Засідання першої сесії відбулось 21.05.1998. Головою обласної ради обрано депутата по виборчому округу № 17 Єпіфанова Анатолія Олександровича, заступником голови обласної ради обрано депутата по виборчому округу № 23 Добровольського Юрія Володимировича. Утворили президію обласної ради у складі: Єпіфанова Анатолія Олександровича — голови обласної ради, Добровольського Юрія Володимировича — заступника голови обласної ради, Берфмана Марка Абрамовича — голови обласної державної адміністрації, Сідельника Івана Івановича — депутата по виборчому округу № 19 та голів постійних комісій.
Утворили 7 постійних комісій, зокрема:
Постійна комісія з питань бюджету, фінансів, планування, ринкових реформ і управління комунальною власністю в складі:
| Голова комісії               | |
| Корнієнко Геннадій Іванович  | депутат по виборчому округу №3, голова податкової адміністрації у Сумській області                               |
| Члени комісії:               | |
| Берфман Марк Абрамович       | депутат по виборчому округу №2, голова обласної державної адміністрації                                          |
| Винник Віктор Володимирович  | депутат по виборчому округу №13, лікар-хірург Краснопільської центральної районної лікарні                       |
| Картавий Олексій Олексійович | депутат по виборчому округу №12, генеральний директор ТОВ «Мрія» Конотопського району                            |
| Лісняк Валентин Григорович   | депутат по виборчому округу №60, депутат по виборчому округу №25, голова правління ВАТ «Свеський насосний завод» |
| Міщенко Володимир Іванович   | депутат по виборчому округу №23,перший проректор Української академії банківської справи                         |
| Пулінський Михайло Петрович  | депутат по виборчому округу №13, керуючого готельно-ресторанним комплексом ВАТ «Сумихімпром»                     |
| Рішняк Іван Миколайович      | депутат по виборчому округу №20, директор Сумського представництва державної акціонерної компанії «Хліб України» |
| Сідельник Іван Іванович      | депутат по виборчому округу №19, генеральний директор асоціації «Сумицукор»                                      |
| Царенко Олександр Михайлович | депутат по виборчому округу №19, ректор Сумського державного аграрного університету                              |
| Цимбал Володимир Васильович  | депутат по виборчому округу №24, голова Шосткинської райдержадміністрації                                        |
| Шастний Іван Федорович       | депутат по виборчому округу №2, директор ТОВ «Сатурн»                                                            |

Постійна комісія з питань агропромислового комплексу, соціального розвитку села в складі:
| Голова комісії                 | |
| Карпенко Іван Григорович       | депутат по виборчому округу №17, директор племптахорадгоспу «Посульський» Недригайлівського району                                         |
| Члени комісії:                 | |
| Андрієнко Анатолій Олексійович | депутат по виборчому округу №22, інженер з охорони праці Сумського комбікормового заводу                                                   |
| Баглай Василь Григорович       | депутат по виборчому округу №14, голова КСП ім. Кірова Кролевецького району                                                                |
| Гриненко Олександр Якович      | депутат по виборчому округу №18, голова агропайового об’єднання «Хухрянське» Охтирського району                                            |
| Гуленок Валентин Петрович      | депутат по виборчому округу №21, заступник голови, начальника управління агропромислового комплексу Середино-Будської райдержадміністрації |
| Даниленко Володимир Андрійович | депутат по виборчому округу №15, генеральний директор ЗАТ АТД «Лебединський»                                                               |
| Жеребкін Дмитро Опанасович     | депутат по виборчому округу №10, голова правління АПТЗТ «Дружба» Великописарівського району                                                |
| Конопленко Леонід Антонович    | депутат по виборчому округу №12, голова КСП «Зоря» Конотопського району                                                                    |
| Кравцов Борис Олександрович    | депутат по виборчому округу №15, головний агроном ДСП «Маловисторопське» Лебединського району                                              |
| Савченко Михайло Миколайович   | депутат по виборчому округу №25, голова правління ВАТ «Ямпільське підприємство «Агротехсервіс»                                             |
| Черненко Петро Олексійович     | депутат по виборчому округу №20, директор науково-дослідного господарства ім. Леніна Роменського району                                    |
| Чупіка Іван Михайлович         | депутат по виборчому округу №9, голова правління АТП «Хустянське» Буринського району                                                       |
| Швачич Віктор Іванович         | депутат по виборчому округу №13, голова правління АПТ «Вікторія» Краснопільського району                                                   |
| Штукін Микола Олексійович      | депутат по виборчому округу №11, голова АТ «Дружба» Глухівського району                                                                    |
| Ярошенко Станіслав Павлович    | депутат по виборчому округу №8, заступник голови, начальник управління агропромислового комплексу облдержадміністрації                     |

Постійна комісія з питань промисловості, транспорту, зв’язку, розвитку підприємництва в складі:
| Голова комісії                   | |
| Лаврик Микола Іванович           | депутат по виборчому округу №6, генеральний директор ВАТ «Талан»                                                            |
| Члени комісії:                   | |
| Безрученко Алім Олексійович      | депутат по виборчому округу №24, голова правління ВАТ «Воронізький цукровий завод» Шоскинського району                      |
| Бойченко Микола Васильович       | депутат по виборчому округу №9, голова правління ВАТ «Буринський насіннєвий завод»                                          |
| Ген Григорій Антонович           | депутат по виборчому округу №21, перший заступник голови Середино-Будської райдержадміністрації                             |
| Дорошенко Геннадій Володимирович | депутат по виборчому округу №8, президент ЗАТ «Демпург»                                                                     |
| Клейменов Віктор Олексійович     | депутат по виборчому округу №23, заступник начальника Південної залізниці, начальник Сумського регіонального представництва |
| Лилак Микола Миколайович         | депутат по виборчому округу №5, головний інженер управління «Охтирканафогаз»                                                |
| Негреба Григорій Петрович        | депутат по виборчому округу №6, директор ВАТ «Роменський завод незбираного молока»                                          |
| Шеремеревич Іван Миколайович     | депутат по виборчому округу №14, голова правління ЗАТ «Трансавосерівс» Кролевецького району                                 |

Постійна комісія з питань містобудування та архітектури, житлово-комунального господарства і охорони навколишнього середовища в складі:
| Голова комісії                 | |
| Росін Костянтин Костянтинович  | депутат по виборчому округу №22, голова правління ВАТ «Сумиагропромбуд»                                            |
| Члени комісії:                 | |
| Ващенко Анатолій Олександрович | депутат по виборчому округу №16, директор-голова правління акціонерної енергопостачальної компанії «Сумиобленерго» |
| Огрохін Іван Миколайович       | депутат по виборчому округу №3, начальник відділу матеріально-технічного забезпечення Південно-Західної залізниці  |
| Парієнко Володимир Андрійович  | депутат по виборчому округу №10, начальник Великописарівського районного підприємства електромереж                 |
| Терещенко Микола Миколайович   | депутат по виборчому округу №16, начальник Сумського міжгосподарського об’єднання по капітальному будівництву      |
| Федірко Петро Трофимович       | депутат по виборчому округу №4, інженер Лебединського держлісгоспу                                                 |
| Чернов Володимир Васильович    | депутат по виборчому округу №18, Качанівського газопереробного заводу                                              |

Постійна комісія з питань охорони здоров’я, материнства, дитинства та прав жінок в складі:
| Голова комісії               | |
| Гунькова Валентина Василівна | депутат по виборчому округу №6, головний лікар Роменської центральної районної лікарні                 |
| Члени комісії:               | |
| Апенько Олександр Федорович  | депутат по виборчому округу №7, головний лікар Шосткинської центральної районної лікарні               |
| Герман Анатолій Григорович   | депутат по виборчому округу №9, завідувач Буринської центральної аптеки №35                            |
| Доляр Григорій Янкелевич     | депутат по виборчому округу №3, завідувач відділення Конотопської ЦРЛ                                  |
| Кіяшко Анатолій Іванович     | депутат по виборчому округу №2, лікар-уролог Глухівської ЦРЛ                                           |
| Марков Леонід Степанович     | депутат по виборчому округу №1, головний лікар Сумської обласної лікарні                               |
| Павлюк Петро Олександрович   | депутат по виборчому округу №8, головний лікар Білопільської ЦРЛ                                       |
| Псарьов В’ячеслав Михайлович | депутат по виборчому округу №20, заступник начальника управління охорони здоров’я облдержадміністрації |
| Радченко Ольга Миколаївна    | депутат по виборчому округу №15, директор Сумської філії комерційного банку «Приватбанк»               |
| Рудакова Лариса Олексіївна   | депутат по виборчому округу №7, голова правління Шосткинського міського молочного комбінату            |
| Ходькова Аліна Миколаївна    | депутат по виборчому округу №7, начальник лабораторії відділення орендованого підприємства ВО «Свема»  |

Постійна комісія мандатну, з питань регламенту, законності, правопорядку та територіального устрою в складі:
| Голова комісії                 | |
| Шишканов Анатолій Петрович     | депутат по виборчому округу №12, голова Конотопської райдержадміністрації                                                          |
| Члени комісії:                 | |
| Гречаний Володимир Миколайович | депутат по виборчому округу №16, голова правління КСП «Мир» Липоводолинського району                                               |
| Герасименко Микола Михайлович  | депутат по виборчому округу №25, начальник слідчого відділу управління СБУ у Сумській області                                      |
| Дульський Володимир Григорович | депутат по виборчому округу №5, генеральний директор Сумського об’єднання спиртової та лікеро-горілчаної промисловості             |
| Івах Олексій Михайлович        | депутат по виборчому округу №18, заступник голови, начальник управління агропромислового комплексу Охтирської райдержадміністрації |
| Кобзар Валерій Валентинович    | депутат по виборчому округу №5, начальник Охтирського міського відділу УМВС України                                                |
| Поляков Євген Іванович         | депутат по виборчому округу №22, голова правління ЗСАПТ «Прогрес» Сумського району                                                 |
| Рибалко Михайло Петрович       | депутат по виборчому округу №11, начальник управління агропромислового комплексу Глухівської райдержадміністрації                  |
| Шевченко Володимир Антонович   | депутат по виборчому округу №10, консультант голови правління генерального директора ВАТ «Сумихімпром»                             |

Постійна комісія з питань молоді, науки, освіти, культури та соціального захисту населення в складі:
| Голова комісії                      | |
| Жарков Юрій Васильович              | депутат по виборчому округу №14, голова Кролевецької райдержадміністрації                                                         |
| Члени комісії:                      | |
| Бузов Валерій Іванович              | депутат по виборчому округу №17, директор Недригайлівського вищого професійного училища                                           |
| Дацько Василь Григорович            | депутат по виборчому округу №4, редактор Лебединської міськрайонної газети «Життя Лебединщини»                                    |
| Ковальов Ігор Олександрович         | депутат по виборчому округу №1, ректор Сумського державного університету                                                          |
| Кривонос Михайло Дмитрович          | депутат по виборчому округу №24, директор Ковтунівської загальноосвітньої школи І-ІІІ ступенів Шосткинського району               |
| Недобельський Валерій Володимирович | депутат по виборчому округу №4, директор Лебединського міського центру культури і дозвілля                                        |
| Ребенок Іван Максимович             | депутат по виборчому округу №21, декан факультету механізації сільського господарства Сумського державного аграрного університету |
| Соколов Микола Олександрович        | депутат по виборчому округу №11, заступник голови облдержадміністрації                                                            |
| Шепілов Сергій Олександрович        | депутат по виборчому округу №1, головний редактор телерадіокомпанії «Топ-радіо»                                                   |